# Leodonta tagaste
Leodonta tagaste är en fjärilsart som först beskrevs av Felder 1859.  Leodonta tagaste ingår i släktet Leodonta och familjen vitfjärilar. Inga underarter finns listade i Catalogue of Life.